# Bio Booster Armor Guyver
«Гайвер» (яп. 強殖装甲ガイバー Кё:сёку со:ко: гайба:, Совершенное Биооружие Гайвер) — манга Ёсики Такаи и одноимённые адаптации. Сам Гайвер представляет собой симбиотическое биомеханическое устройство, которое увеличивает возможности своего хозяина .

## Сюжет
В незапамятные времена на Землю прилетели пришельцы для того, чтобы вести здесь свои военные разработки с целью создания особо мощного оружия. Пришельцы называли себя "Уранус", а место, где находилась планета Земля - "Гайа". Они использовали Космические Корабли — Реликвии, проводили эксперименты внутри них и сами находились также внутри. Сами Реликвии всё время располагались на поверхности планеты. Пришельцы использовали Био-Броню как скафандр и, видимо, постоянно находились в ней. Био-броня легко адаптировалась под любой организм и многократно усиливала силу и возможности носителя. В процессе тысячелетних экспериментов был создан человек. Сам по себе человек был слаб и использовался как основа для новых разработок. На основе человека пришельцы создали Зоаноидов - боевую форму людей. Зоаноиды могли по своему желанию превращаться в монстров и обратно в людей. Также пришельцы создали Зоалорда Алканфеля. Он был венцом всех исследований пришельцев на Земле и должен был стать Генералом армии Зоаноидов, телепатически управляя ей в бою. Пришельцы управляли любыми своими творениями мысленно отдавая приказы. Их творения полностью подчинялись приказам и не могли ослушаться. Однажды один из Создателей предложил провести внеплановый эксперимент - совместить Био-броню с человеком. Против человека в броне выставили тираннозавра, прошедшего процедуру, схожую с процедурой превращения в Зоаноида и обладавшего силой целого взвода Зоаноидов. В ходе боя человек легко победил тираннозавра, разрезав его вибролезвиями — частью био-брони. Создатели посчитали эксперимент удачным и приказали человеку снять броню, но он не подчинился приказу и, более того, выстрелил из Мегасокрушителя по одному из их кораблей. Создатели были шокированы произошедшим и нарекли человека в био-броне словом "Гайвер", что означало "неукротимый", "неконтролируемый", "неправильный". Сила человека в такой броне увеличилась в сотни раз, но при этом он оказался абсолютно неуправляемым, он больше не подчинялся приказам пришельцев. Но даже в Био-броне человек не представлял какой-либо угрозы для пришельцев, И даже сам Алканфель не мог по силе сравниться с пришельцами. Они приказали Алканфелю направить против Гайвера 0 армию Зоаноидов. Алканфель трансформировался в боевой режим и направил на него Зоаноидов, но всё войско было уничтожено в считанные секунды. Тогда Алканфель решил сам сразиться с Гайвером 0, но Создатели остановили его, дав Ремувер — прибор, способный отделять броню от носителя. Алканфель заявил, что ему не нужно такое устройство и он уничтожит Гайвера 0 голыми руками, но Создатели настояли на своём, так как сомневались, что Алканфель, их лучшее творение на Земле, сможет победить Гайвера. С Ремувером в руках Алканфель направился к Гайверу 0. Тот выстрелил Мега-сокрушителем, но Алканфеля это не остановило, он направил Ремувер на Гайвера и снял его броню, после чего по приказу Создателей человек был убит смертельным взглядом Алканфеля. Пришельцы пришли к выводу, что организмы, сотворённые ими на Земле, имеют дефект прерывающий контроль и проявляющийся при слиянии существа с Био-Бронёй. Также они поняли, что если какой-либо Зоалорд наденет Био-броню, то его сила превзойдет силу самих пришельцев, а также он больше не будет подчиняться их телепатическим приказам.
После этого пришельцы решили покинуть Землю и уничтожить за собой планету со всем, что на ней осталось. Помимо людей и зоаноидов, на планете остался другой их «эксперимент» — Зоалорд Алканфель, тот, кто может повелевать боевой формой людей — Зоаноидами. Для уничтожения Земли на планету был направлен метеорит размером с Луну. Зоалорд Алканфель уничтожает метеорит на подлете к Земле. Но уничтожение метеорита привело к тому, что Алканфель впадает в спячку на тысячелетия, на тайном острове, в храме, построенном для него верными Алканфелю Зоаноидами.
Зоаноиды продолжали жить среди людей. Легенды об оборотнях на самом деле являются рассказами о встречах обычных людей с ними.
Кронос был основан в конце 16-го века Алканфелем и нашедшим его Доктором Хамилкалом Балкусом, которые поставили целью модификацию человечества в Зоаноидов и объединение мира.
В 1990-х годах при таинственных обстоятельствах из лаборатории Кроноса в Японии сбегает предатель с сумкой, в которых лежат три странных блока, называемых «юнит G». В лесу предателя настигают люди из «Кроноса» и, чтобы не сдаваться им, предатель взрывает себя при помощи гранаты. Блоки от взрыва разлетаются в разные стороны с горы. Так один из блоков оказывается в руках у Фукамати Сё, прогуливавшегося в это время со своим другом Сэгава Тэцуро в лесу. Сё случайно активирует устройство, и оно сливается с ним, превращая того в мощное биооружие — гайвера.
Люди из «Кроноса», разыскивающие блок, быстро находят ещё не успевших ничего понять Сё и Тэцуро. Сё, спасая своего друга, убивает одного из монстров.  Противник спасается бегством. После этого био-броня отделяется от Сё и исчезает.
В последующей истории Сё и его друзья борются с могущественной корпорацией, желающей заполучить био-броню и захватить весь мир.

## Персонажи
Сё Фукамати (яп. 深町 晶 Фукамати Сё:) — главный персонаж аниме, в киноверсии превратившийся из японца в американца и переименованный в Шона. 17 лет. На момент начала манги 2-й год старшей школы. Прогуливаясь в лесу со своим другом Тэцуро, случайно ворует блок био-брони "гайвер" - Юнит G, собственность Кроноса, и становится гайвером, после чего попадает под прицел Кроноса. Организация готова пойти на многое, чтобы вернуть блок, украденным у них Сё.
Тэцуро Сэгава (яп. 瀬川 哲郎 Сэгава Тэцуро:) — 18 лет. На момент начала манги 3-й год старшей школы. Друг Сё. Любит научную фантастику. Есть сестра — Мидзуки.
Мидзуки Сэгава (яп. 瀬川 瑞紀 Сэгава Мидзуки) — 16 лет. На момент начала манги 1-й год старшей школы. Знакома с Сё. Долго выбирала между Агито Макасимой и Сё, но в итоге последний выбрал её.
Агито Макисима (яп. 巻島 顎人 Макисима Агито) — 18 лет. На момент начала истории 3-й год старшей школы. Учится в той же школе что и Сё, Тэцуро и Мидзуки. В ходе событий рассказанных в первом томе так же украл один из юнитов. В 1990-х, когда Кронос уже захватил Землю, создал организацию «Молния Зевса», для захвата мира. Позже предал Сё для достижения своей главной цели — захвата всего мира.
Фумио Фукамати (яп. 深町 史雄 Фукамати Фумио) — отец Сё. После того, как Сё убил много сотрудников Кроноса, и для того, чтобы вернуть себе юнит, который украл у Кроноса Сё, Кронос захватил отца Сё и превратил его в Зоаноида — Энзайма, специально разработанного для битвы с гайвером. Сё убил своего отца.
Аптом (яп. アプトム Апутому) — потерянный Номер и Предатель Кроноса. Является потерянным номером, зоаноидом, с уникальной способностью, полученной в ходе провала первой стадии процессинга (Мутации в Зоаноида). Способен принимать облик и воспроизводить способности противника, после того как съест его (поглотит) - даже частично. Во время первого появления представлял собой ослабленную копию гайвера 2 (в частности, его вибромечи было с лёгкостью перерезаны вибромечами гайвера 1). Предал Кронос, став поглощать других Зоаноидов, чтобы отомстить Сё за смерть своих друзей, которых сам же и подставил под удары Сё. Аптом поглотил команду ГиперЗоаноидов 5 и продолжил есть других Зоаноидов. Впоследствии Аптом предал своих друзей, убитых Сё, и, внезапно, перешёл на сторону Сё.
Bio-Freezer/Тосиаки Хаями (яп. バイオ・フリーザー／速水利章 Байо Фури:дза:/Хаями Тосиаки) — учёный. Попал в руки Кроноса и был вынужден работать на него. Чтобы сбежать провел на себе эксперимент по превращению в Потерянного Номера. Свою боевую форму назвал Био-Фризер из-за способности замораживать противника.
Гэндзо Макисима (яп. 巻島 玄蔵 Макисима Гэндзо:) — первый директор Японского Филиала Кроноса. После провала возвращения био-блока, украденным Сё, был превращён в Энзайма-1 и убит Сё.
Освальд А. Лискер (яп. オズワルド・Ａ・リスカー Одзуварудо Э:й Рисука:) — инспектор Кроноса. Прилетел из Америки в Японию для проверки работы японской штаб-квартиры Кроноса. Стал владельцем одного из трех Юнитов G, чтоб остановить Сё. Лискер был убит Сё.
Алканфель (яп. アルカンフェル Аруканфэру) — верховный Зоалорд, лидер Кроноса. Был создан самими Создателями. Потерял много сил, спасая Землю от астероида и периодически впадает в спячку. По факту, Кроносом правит заместитель Алканфеля - доктор Хамилкал Балкус, беловолосый длинновласый учёный-биогенетик.
Масаки Мураками — Прото-зоалорд и Предатель Кроноса. Является результатом экспериментов в главной штаб-квартире Кроноса в Аризоне, США. Один из четырёх Прото-Зоалордов (Прототип Зоалорда), созданных с целью придания силы Зоалорда главе американской штаб-квартиры Рихарду Гюйо (Кроносом руководит Совет 12 Священных Командующих, в число которых входит доктор Балкус). Предал Кронос, стал на сторону Сё, но погиб от негативной реакции на силу Зоалорда.

## Опубликованные тома манги
| Тома (главы) | Русское название                | Английское название        | Японское название | Дата публикации тома |
| ------------ | ------------------------------- | -------------------------- | ----------------- | -------------------- |
| 1 (1—6)      | Юнит под названием «G»          | The Unit called "G"        |                   | 1986-01              |
| 2 (7—12)     | Кронос                          | Cronos                     |                   | 1986-11              |
| 3 (13—20)    | Секрет Мураками                 | Murakami's Secret          |                   | 1987-09              |
| 4 (21—28)    | Угроза Аптома                   | Aptom's Menace             |                   | 1988-07              |
| 5 (29—34)    | 12 Лордов                       | The 12 Lords               |                   | 1989-02              |
| 6 (35—40)    | Контратака Гайота               | Guyot's Counterattack      |                   | 1990-04              |
| 7 (41—46)    | Угроза Извлекателя              | The Menace of the Remover  |                   | 1990-09              |
| 8 (47—52)    | Новое Начало                    | A New Beginning            |                   | 1991-09              |
| 9 (53—58)    | Гайвер Гигантик                 | Guyver Gigantic            |                   | 1992-01              |
| 10 (59—62)   | Тринадцатый Лорд                | The 13th Lord              |                   | 1993-10              |
| 11 (63—66)   | Живой Ковчег                    | The Living Ark             |                   | 1994-05              |
| 12 (67—72)   | Остров Арханфеля                | Archanfel's Island         |                   | 1995-01              |
| 13 (73—79)   | Гигантик Дарк                   | Gigantic Dark              |                   | 1995-10              |
| 14 (80—86)   | Финальный Матч                  | Final Match                |                   | 1996-07              |
| 15 (87—93)   | Возвращение Гайвера             | The Return of the Guyver   |                   | 1997-05              |
| 16 (94—99)   | Атака Пург'столла               | Purg'stall's Attack        |                   | 1999-12              |
| 17 (100—106) | Его зовут Либертус              | His Name is Libertus       |                   | 2000-11              |
| 18 (107—112) | Пробуждение Имакарума           | Imakarum's Awakening       |                   | 2001-09              |
| 19 (113—119) | В Бездну                        | To the Abyss               |                   | 2002-04              |
| 20 (120—126) | Злой Аптом                      | Evil Aptom                 |                   | 2003-01              |
| 21 (127—133) | Месть                           | Revenge                    |                   | 2003-12              |
| 22 (134—140) | Возрождение Темного Королевства | The Dark Kingdom's Rebirth |                   | 2004-07-01           |
| 23 (141—147) | Настоящее Лицо Божественности   | The Real Face of Divinity  |                   | 2005-12-26           |
| 24 (148—154) | Возвращение Аптома              | Aptom's Return             |                   | 2006-09-26           |
| 25 (155—160) | Атака Драглорда                 | The Draglord's Attack      |                   | 2008-01-26           |
| 26 (161—167) | Рейд Валькирии                  | Reid of the Valkyria       | 戦女神、来日      | 2009-02-26           |
| 27 (168—173) | Начало Бедствия                 | Beginning of Calamity      | 宴の開幕          | 2010-03-26           |
| 28 (174—178) | Гигантомахия                    | Gigantomakhia              | 激闘!! 晶と顎人   | 2011-08-23           |
| 29 (179—184) | Неожиданные Гости               | The Unexpected Guests      | 招かれざる客      | 2012-09-21           |
| 30 (184—188) | На Острове Таинственного        | On the Isle of Mysterious  | 神秘の島で        | 2013-09-24           |
| 31 (189—194) | Ярмо Судьбы                     | Yoke of Fate               | 運命の軛          | 2014-09-26           |
| 32 (195—199) | Колоссы Тьмы                    | Colossi of the Darkness    | 漆黒の魔神        | 2016-02-26           |

## Аниме
- В 1986 году вышел полнометражный аниме-фильм «Guyver: Out of Control», события которого охватывают первый том манги.
- С 1989 по 1992 год выходила серия из 12 OVA под названием «The Guyver: Bio-Booster Armor» на основе первых пяти томов манги.
- С 2005 по 2006 год  выходил 26-серийный аниме-сериал «Guyver: The Bioboosted Armor» на основе первых десяти томов манги.

## Фильмы
Вышло два фильма с живыми актерами «Гайвер» (1991 года) и его продолжение «Гайвер 2: Темный герой» (1994 года).